# Chiesa parrocchiale del Sacro Cuore di Gesù (Melilla)
La chiesa del Sacro Cuore di Gesù è un tempio cattolico in stile neoromanico situato nella città spagnola di Melilla. Si trova nel Quartiere Modernista, precisamente in pPiazza Menéndez Pelayo, ed è parte del complesso storico artistico della città di Melilla, dichiarato Bene di Interesse Culturale.

## Storia
La costruzione della chiesa iniziò nel 1900, secondo il progetto dell'architetto Fernando Guerrero Strachan, ed è stata inaugurata il 19 maggio 1918. Nel 1927, a causa di un forte temporale, venne restaurata sotto la direzione dell'architetto Enrique Nieto.
Nel 1988, la chiesa versava in condizioni di degrado avanzato: la struttura era deteriorata, mancavano le campane, e il suono delle campane veniva simulato tramite altoparlanti. In questo contesto, l'imprenditore melillese Mohand Moh Mohatar si offrì di restaurare il tempio, realizzando un investimento superiore agli 11 milioni di pesetas. Le campane furono reinstallate, furono rinnovate le installazioni elettriche e di amplificazione, furono riparati altari e arredi, e fu costruito un nuovo Tabernacolo a sinistra dell'Altare Maggiore, considerato il punto centrale del restauro. La ristrutturazione fu inaugurata il 2 aprile 1989.

## Descrizione

### Esterno
La chiesa è costruita con pietra locale e mattoni solidi per le mura e le volte. La facciata principale presenta una porta ad arco a tutto sesto, fiancheggiata da colonne corinzie. Sopra la porta, si trova una finestra con un rosetta, fiancheggiata da due vani. La facciata dà accesso a una torre che inizia con una decorazione a cordolo e contiene un campanile con un arco doppio. La parte inferiore della torre è caratterizzata da un vano biforo con una colonna centrale, mentre la parte superiore della torre è composta da un corpo con quattro facce, ognuna delle quali ha un frontone e un orologio. La torre culmina con una copertura piramidale nera.

### Interno
L'interno del tempio è di pianta basilicale, con tre navate. La navata centrale è la più ampia e alta delle laterali, con una volta a botte e archi formeri, nei quali si aprono degli oculi. La navata centrale termina con un'abside semicircolare. Le colonne sono di ordine corinzio e le pareti sono trattate in modo da imitare la pietra squadrata.
All'interno, si trovano diversi altari e retabli, come il Retablo di San Giuseppe, l'Altare di Nostra Signora del Perpetuo Soccorso e la Capella del Tabernacolo. Inoltre, ci sono numerose immagini religiose, come il Cristo della Vera Croce Soccorso, la Vergine delle Angosce, la Vergine degli Abbandonati e la Vergine del Carmine.

## Dati
- Capacità: 2000 persone
- Superficie: 500 m²